# Brokdracena
Brokdracena (Dracaena goldieana) är en växtart familjen stickmyrtenväxter från tropiska Afrika (Nigeria till Gabon). Arten odlas ibland som krukväxt i Sverige, men är sällsynt och relativt svårodlad.
Brokdracena är en upprättväxande buske som kan bli två meter hög. Bladen är smalt äggrunda till nästan elliptiska, avsmalnande mot basen till ett tydligt bladskaft som är en fjärdedel av bladskivans längd. Bladskivan är mörkt grön med oregelbundna silverfärgade tvärband. Blomställningen är en huvudlik, toppställd vippa, ofta växer blomstjälken mellan bladskaften att den inte alltid är uppenbar. Kalkbladen är vita, 2,5 cm långa och är sammanväxta vid basen till en blompip. Pipen är länge än de fria delarna av kalkbladen.

## Synonymer
- Draco goldieana (Lindley) Kuntze
- Pleomele goldieana (Lindley) N.E.Brown